# 乌里·斯特克
乌里·斯特克 （英語：Ueli Steck, 1976年10月4日—2017年4月30日）是一位瑞士攀岩家和登山家。被称为"瑞士机器"。

## 生平
1976年出生在瑞士伯恩州。17岁时达成國際山岳聯盟第九级难度。18岁时成功艾格峰登顶。
2008年斯特克和搭档西蒙(Simon Anthamatten)开辟喜马拉雅地区Tengkampoche峰(6500m)北壁新路线，获得2009年金冰镐奖。

2012年5月,和搭档夏尔巴人Tenji一同无氧登顶珠穆朗玛峰。

2014年，他成为史上第一个独自征服尼泊尔安娜普尔纳峰(8091 m)的登山者，用时28小时，没有使用辅助氧气。获得当年金冰镐奖。

2015年，用62天时间完登了阿尔卑斯山区全部82座海拔在4000米以上的山峰。
2016年4月，他與登山同伴David Göttler在希夏邦馬峰發現美国著名登山家洛威与摄影师布里奇斯（David Bridge）的遗体。两人在1999年5月失踪。
2017年4月30日，在无氧状态攀登珠穆朗玛峰和努子峰横跨时坠崖身亡。其遗体已被运至加德满都特里布文教学医院。

## 延伸阅读
- Paumgarten, Nick. . Annals of Adventure. The New Yorker. 3 June 2013, 89 (16): 46–55  [2017-05-01]. （原始内容存档于2021-05-05）.
- Steck, Ueli; Baumann-von Arx, Gabriella. . Piper Verlag GmbH. 2008. ISBN 978-3492403412 （德语）.
- Steck, Ueli. . Piper Verlag GmbH. 2010. ISBN 978-3492403788 （德语）.
- Steck, Ueli. . Malik Verlag. 2012. ISBN 978-3890294070 （德语）.